# 施瓦特布克
施瓦特布克（德語：Schwartbuck）是德国石勒苏益格－荷尔斯泰因州的一个市镇。总面积13.15平方公里，总人口811人，其中男性394人，女性417人（2011年12月31日），人口密度62人/平方公里。